# 백계영
백계영(白桂英, ?~?)은 고려 후기의 충신이자 청도 지역의 향리(鄕吏)이다. 호는 운암(雲菴), 본관은 청도(淸道)다

## 생애
백계영은 고려 후기 청도 호장(戶長) 출신으로 청도 5대 토성 중의 하나였던 청도 백씨(淸道白氏) 가문 사람이다.
1270년(원종 11) 고려 정부가 원나라에 항복하여 개경으로 환도하고 삼별초를 해산하려 하자 배중손을 필두로 한 삼별초가 저항하였는데, 이때 몽고군에 항복을 원치 않던 군사들과 백성들이 진도의 삼별초에 가담하여 그 세력이 켜졌다. 1271년(원종 12) 1월 경상도 밀성(密城), 금주(金州) 등지의 농민들도 삼별초 군에 호응하여 폭동을 일으켰고, 밀성 출신의 동정(同正) 박경순(朴慶純) 등 항쟁군들이 청도로 쳐들어와 병마사를 참칭하며 청도 감무(監務) 임종(林宗)을 죽이고 거병에 동참할 것을 강요하였다. 이에 청도 호장 백계영은 투항하는 척 이들을 환대하고 주연을 베풀어 안심시킨 뒤 아우인 급제 백이장(白利章)과 함께 청도 군민을 동원하여 적수 박경순과 급제 조홍기(趙弘祺), 진사(進士) 박정서(朴貞瑞)를 비롯한 일당 200여 명을 주살하고 폭동을 진압하였다.

## 평가
백계영의 지략으로 밀성.청도 지역의 민란은 진압되었다. 이 공적으로 백계영은 영직되었고, 청도는 현치에서 지군사로 승격되었으며, 밀성은 귀화부곡(歸化部曲)으로 강등되어 동경(경주)에 편입되었다.

## 가족관계
- 부인 : 밀양 손씨(密陽孫氏)

- 동모제 : 백이장(白利章) 급제

## 참고 문헌
- 『연조귀감(掾曹龜鑑)』
- 『세종실록지리지(世宗實錄地理志)』
- 『신증동국여지승람(新增東國輿地勝覽)』
- 『동국통감(東國通鑑)』권(卷)36 고려기(高麗紀)
- 《탁영집》(濯纓集), 김일손(金馹孫)
- 《청도군지》(淸道郡誌)

## 주해
1. ↑  혹은 오산군(鰲山君)에 봉해졌다 하나 고려사(高麗史)에 기록이 없어 고증할 길이 없다. 오산은 청도의 옛 이름이다.